# Buttonwillow Raceway Park
Der Buttonwillow Raceway Park ist eine permanente Motorsport-Rennstrecke in Buttonwillow im US-Bundesstaat Kalifornien.

## Geschichte
Die Strecke entstand aus dem Versuch des Cal Clubs eine Rennstrecke in der Nähe von Bakersfield zu erbauen. Der Klub kaufte in den 1990er Jahren ein Stück Ackerland und konnte 1996 den Kurs offiziell eröffnen. 2001 wurde ein Dragstrip eröffnet.
In den Folgejahren wurde der Kurs teilweise für professionelle Rennveranstaltungen genutzt, so 2003 für den Whelen Mazda MX-5 Cup.

## Die Strecke
Der maximal 4,828 km lange Kurs kann in verschiedenen Layouts gefahren werden, wobei die längste Version 23 Kurven umfasst. Insgesamt gibt es durch diverse Kurzanbindungen und alternative Streckenführungen 28 verschiedene Streckenvarianten von denen 15 eine alternative Kurvenkombination bieten. Da alle Streckenvarianten sowohl im als auch gegen den Uhrzeigersinn gefahren werden können ergeben sich theoretisch 86 mögliche Kursvarianten. Eine zusätzliche Kartbahn kann ebenfalls in 1 verschiedene in bede Richtungen befahrbare Streckenvarianten und 4 Varianten für Kartslaloms konfiguriert werden. Seit 2022 ist zudem eine zweite alternative Rennstrecke namens "The Circuit" in Bau die einen zusätzlichen parallelen Rennbetrieb ermöglichen soll.
Die Anlage beinhaltet, neben der Strecke, einen Reifenshop, eine Tankstelle sowie ein Fahrerlager mit Platz für 700 Fahrzeugen.